# Орлов, Борис Яковлевич
Борис Яковлевич Орлов (1925—2002) — инженер-энергетик, заслуженный энергетик РСФСР (1976), министр энергетики Чувашской АССР (1962—1986 гг.)

## Биография
В 1942—1944 годах работал в Узбекистане и Ставропольском крае. В 1949 окончил Ростовский институт железнодорожного транспорта. С 1949 года работал в Чувашии на Канашском вагоноремонтном заводе. В 1949—1957 годах начальник смены, главный инженер, начальник ТЭЦ завода, главный энергетик завода. С 1957 года — главный энергетик Чувашского совнархоза. С 1962 по 1986 годы — министр энергетики Чувашской АССР.